# Teodelapo de Espoleto
Teodelapo de Espoleto fue duque de Espoleto desde el 602 hasta su muerte, en fecha incierta (630 o 653).

## Duque
Era el primogénito del también duque Ariulfo —o del anterior duque Faroaldo— y, al morir este, disputó a su hermano menor la corona ducal. Salió vencedor de la batalla que enfrentó a los dos hermanos y la victoria le concedió el título. Se desconoce el nombre y la suerte del hermano derrotado. Tuvo un largo reinado en el ducado, que casi coincidió con el de Arechis, duque del vecino Ducado de Benevento. El largo tiempo que reinaron los dos duques les permitió acrecentar su autonomía frente al reino lombardo del norte, en cuyo trono se sucedieron cuatro reyes. Se desconoce todo sobre el reinado de Teodelapo, si bien algunos monumentos altomedievales se suelen fechar tradicionalmente en su reinado, como el famoso acueducto de Spoleto.
La fecha de su muerte no es segura, lo más tarde en 630 según unos, o 653 según otros. Sí se sabe que Atón de Espoleto lo sucedió al frente del señorío.